# António Gonçalves Rapazote
António Manuel Gonçalves Ferreira Rapazote GCC (Bragança, 19 de Maio de 1910 — Coruche, 6 de Dezembro de 1985) foi um político português da época do Estado Novo.

## Biografia
António Manuel Gonçalves Rapazote nasceu a 19 de Maio de 1910, em Bragança.
Licenciou-se em Direito pela Universidade de Coimbra em 12 de Julho de 1932.
Rapazote foi deputado à Assembleia Nacional durante três legislaturas (VIII, IX e XI) entre 1961 e 1969 e depois de 1973 a 1974. Na X Legislatura (1969-1973) não tomou posse, por integrar o Governo.
Exerceu funções de ministro do Interior entre 19 de Agosto de 1968 e 7 de Novembro de 1973, com responsabilidade directa pela PIDE.
A 27 de Agosto de 1971 foi agraciado com a Grã-Cruz da Ordem Militar de Cristo.
António Gonçalves Rapazote foi presidente do Tribunal de Contas entre 8 de Novembro de 1973 e 25 de Abril de 1974.
Após o derrube do Estado Novo em 1974, Rapazote exilou-se em Espanha não voltando a desempenhar qualquer papel político.
António Manuel Gonçalves Rapazote morreu em 1985.